# Шоссейная улица (Москва)
Шоссе́йная у́лица — улица, расположенная в Юго-Восточном административном округе (ЮВАО) города Москвы на территории района Печатники.

## История
Улица названа по проходившему на её месте Перервинскому шоссе, ведущему из Спасской Заставы в Перервинскую слободу (северная часть шоссе от Спасской Заставы до станции Чесменка (совр. Текстильщики) ныне является восточной частью Волгоградского проспекта, Остаповским проездом и северной частью Люблинской улицы). Нынешнее название получила 26 августа 1960 года после вхождения в состав Москвы.

## Расположение
Шоссейная улица проходит от Волгоградского проспекта на юг, с запада к ней примыкает Шоссейный проезд. Шоссейная улица проходит до улицы Полбина, в этом месте первый участок улицы оканчивается. Второй участок улицы начинается западнее, в месте перехода улицы Полбина в улицу Гурьянова, и проходит на юго-запад, поворачивает на юг, пересекает улицу Кухмистерова. Далее к Шоссейной улице с запада примыкает улица Гурьянова, затем с востока — улица Полбина, после чего улица поворачивает на юго-запад, с запада к ней примыкает проектируемый проезд № 5112, Шоссейная улица проходит далее, к ней примыкают Иловайская (с востока), Батюнинская (с запада) и 1-я Курьяновская (с юго-запада) улицы, затем — Курьяновский бульвар и 2-й Курьяновский проезд (с северо-востока), после чего Шоссейная улица проходит далее до проектируемого проезда № 4294. На всём своём протяжении Шоссейная улица проходит почти параллельно расположенным к востоку от неё путям Курского направления Московской железной дороги. Нумерация домов начинается от Волгоградского проспекта.

## Строения
- Дом 92 — следственный изолятор № 6 (женский)[5][6].

## Транспорт

### Автобус
- 30: от улицы Гурьянова до улицы Полбина и обратно
- 35: от Иловайской улицы до 2-го Курьяновского проезда и обратно
- 161: от Волгоградского проспекта до 2-го Курьяновского проезда и обратно
- 193: от Волгоградского проспекта до улицы Полбина и обратно
- 292: от улицы Гурьянова до 2-го Курьяновского проезда и обратно
- 646: от станции метро «Печатники» до улицы Кухмистерова; от улицы Полбина (дома 88) до Иловайской улицы и обратно
- 703: по всей длине улицы в обоих направлениях
- 736: от 2-го Курьяновского проезда до станции метро «Печатники»

### Метро
- Станции метро «Печатники» Люблинско-Дмитровской линии и «Печатники» Большой кольцевой линии (соединены переходом) — на пересечении Шоссейной улицы с улицами Гурьянова и Полбина.
- Станции метро «Текстильщики» Таганско-Краснопресненской линии и «Текстильщики» Большой кольцевой линии (будут соединены переходом) — у северного конца улицы, на пересечении Волгоградского проспекта и Люблинской улицы.

### Железнодорожный транспорт
- Платформа Текстильщики Курского направления Московской железной дороги — у северного конца улицы, на пересечении Волгоградского проспекта и Люблинской улицы.
- Платформа Печатники Курского направления Московской железной дороги — рядом с пересечением с улицей Полбина. Открыта 10 июня 2022 года.
- Платформа Люблино (в границах станции Люблино-Сортировочное) Курского направления Московской железной дороги — вблизи пересечения Шоссейной улицы и улицы Кухмистерова.
- Платформа Депо (в границах станции Люблино-Сортировочное) Курского направления Московской железной дороги — вблизи примыкания улицы Гурьянова к Шоссейной улице
- Платформа Перерва (в границах станции Люблино-Сортировочное) Курского направления Московской железной дороги — вблизи примыкания проектируемого проезда № 5112 и Иловайской улицы к Шоссейной улице
- Платформа Курьяново Курского направления Московской железной дороги — у южного конца улицы.

## Галерея

Шоссейная улица
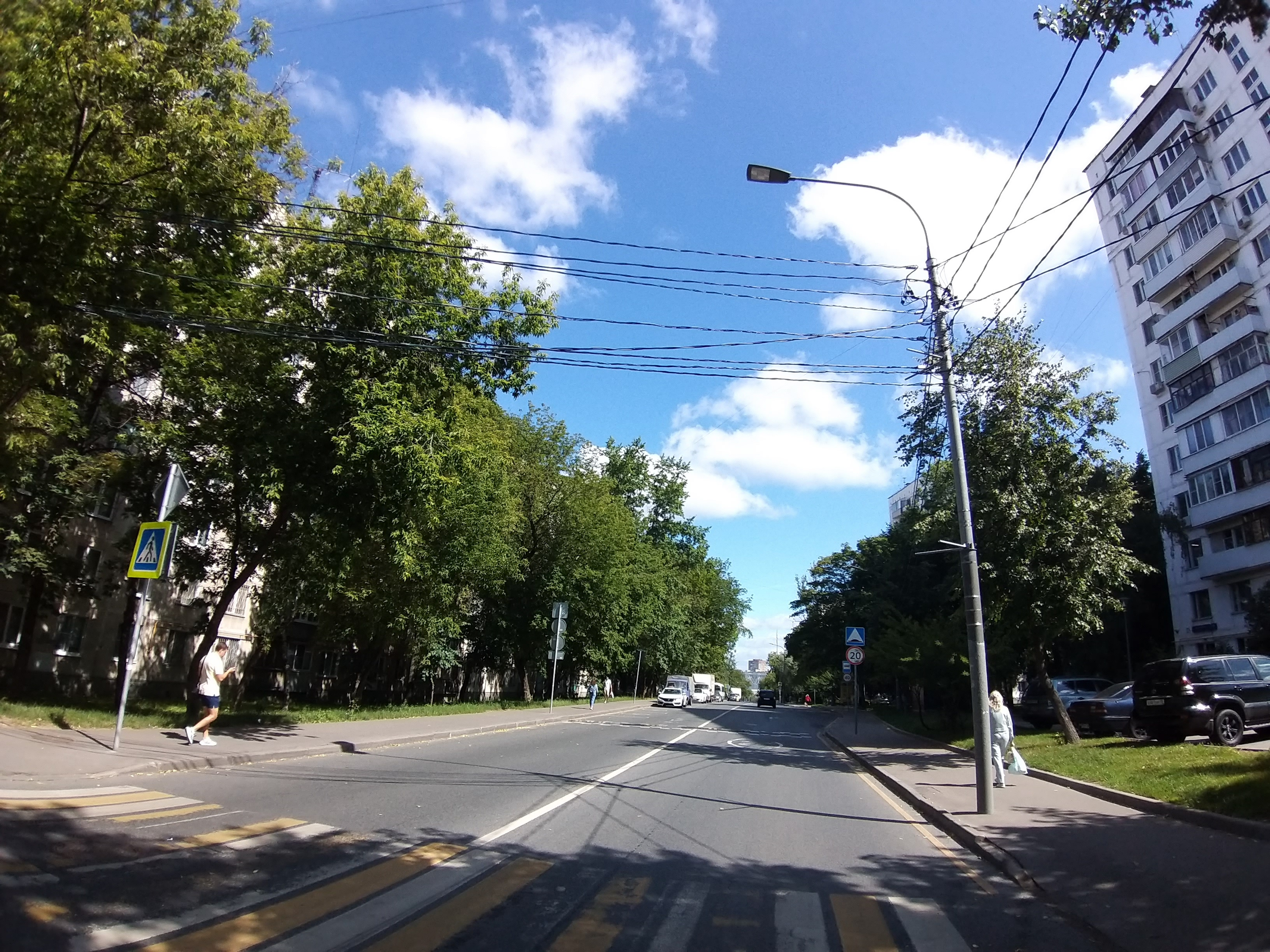
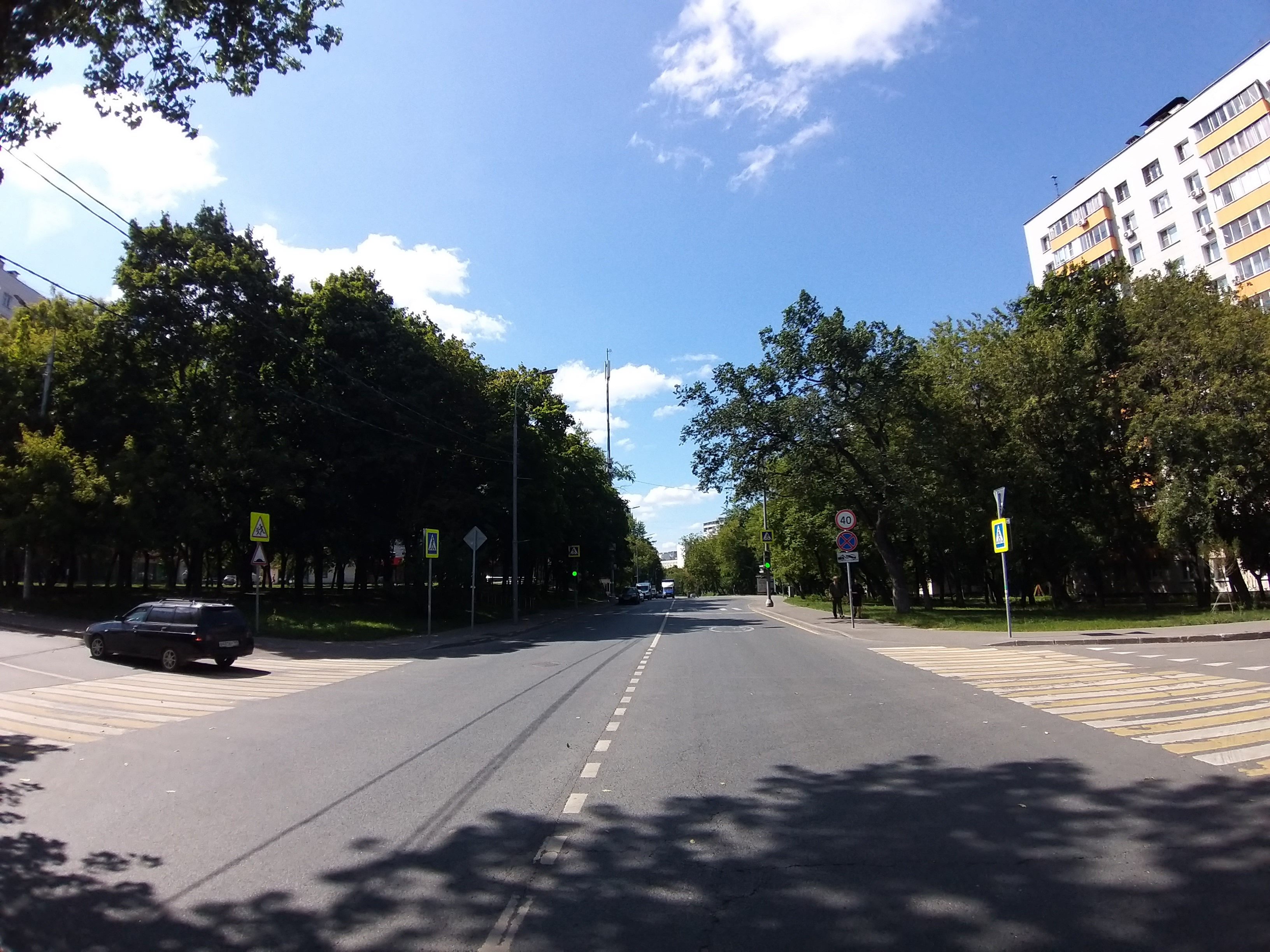
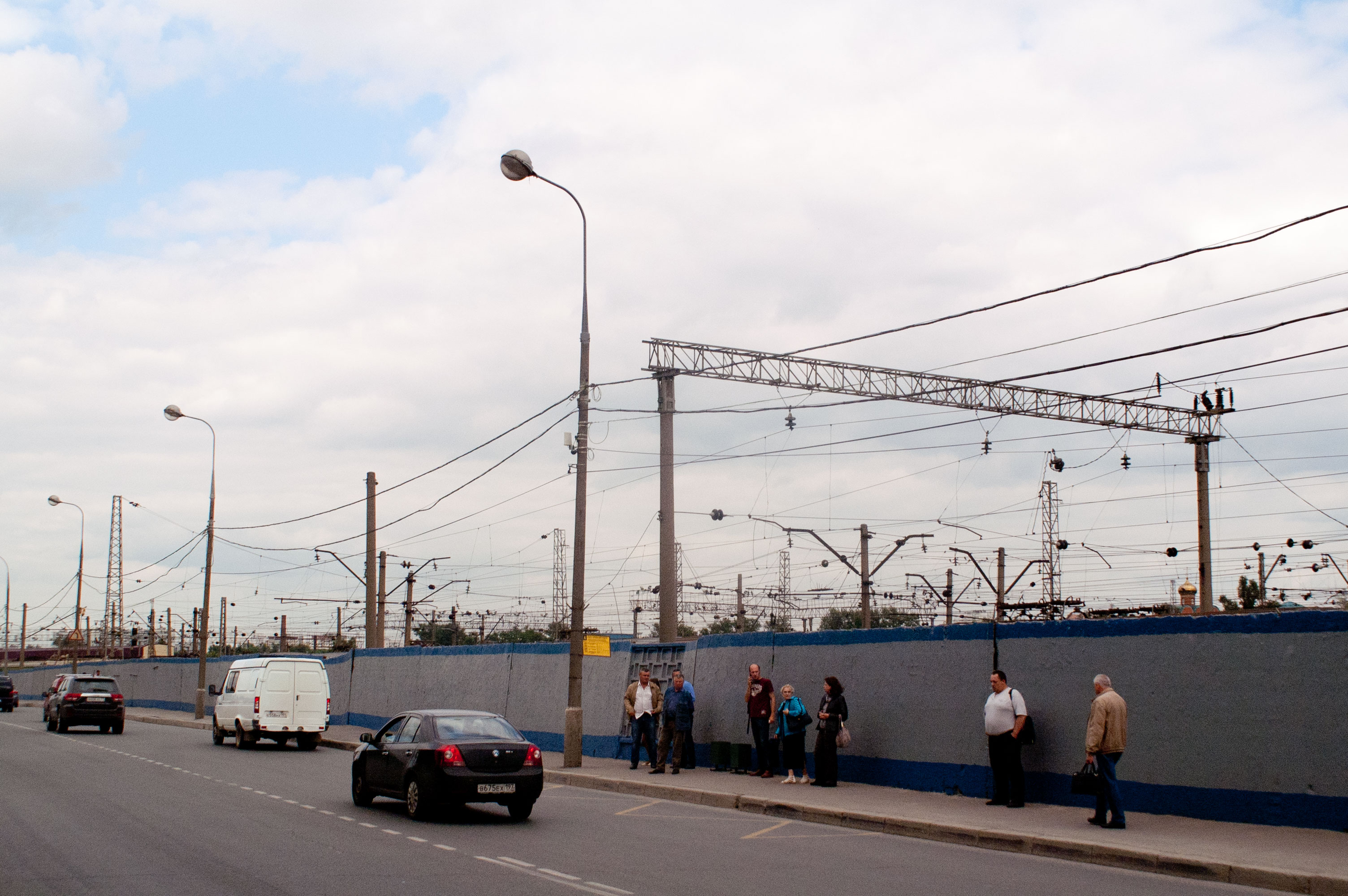
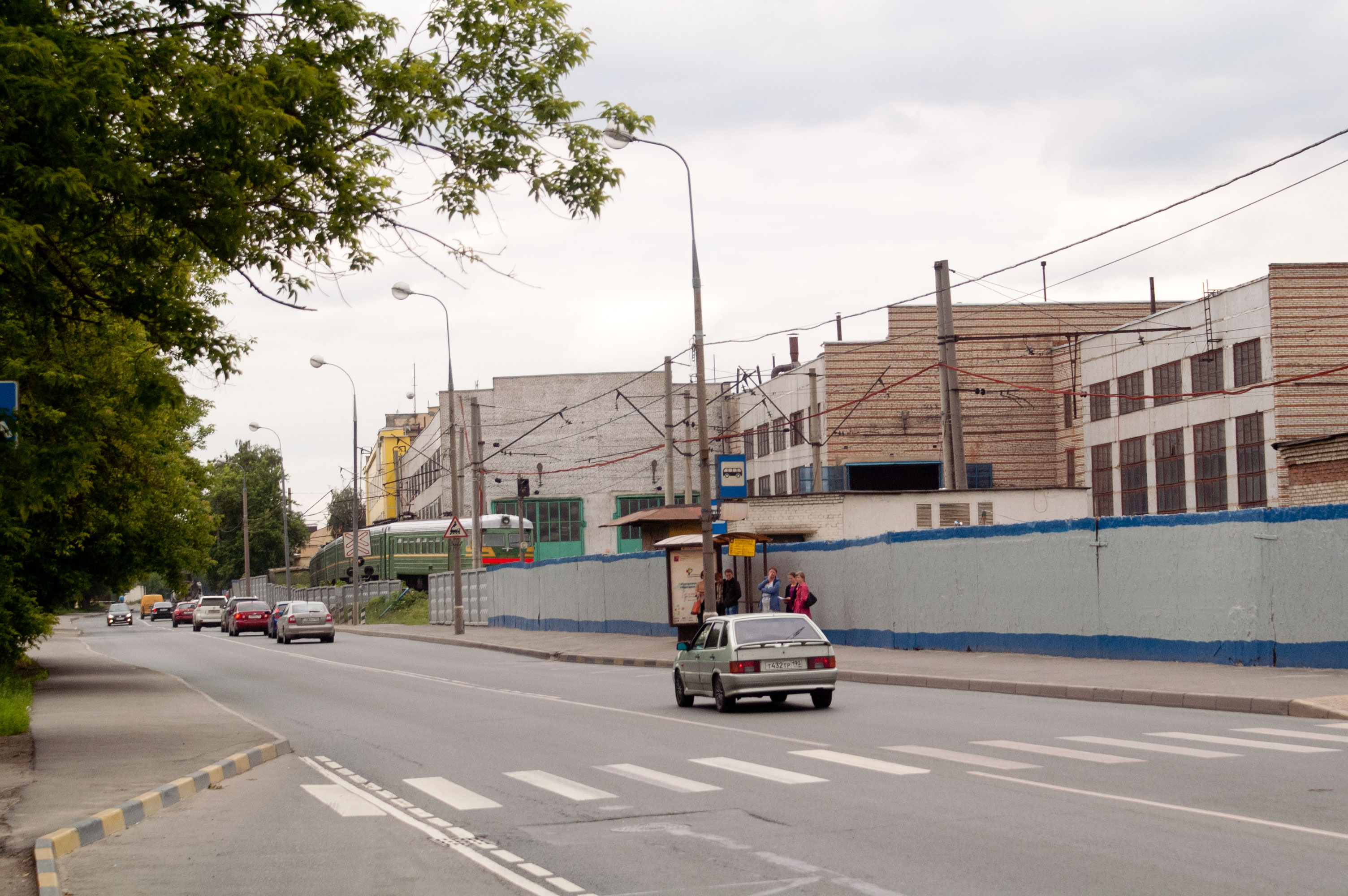
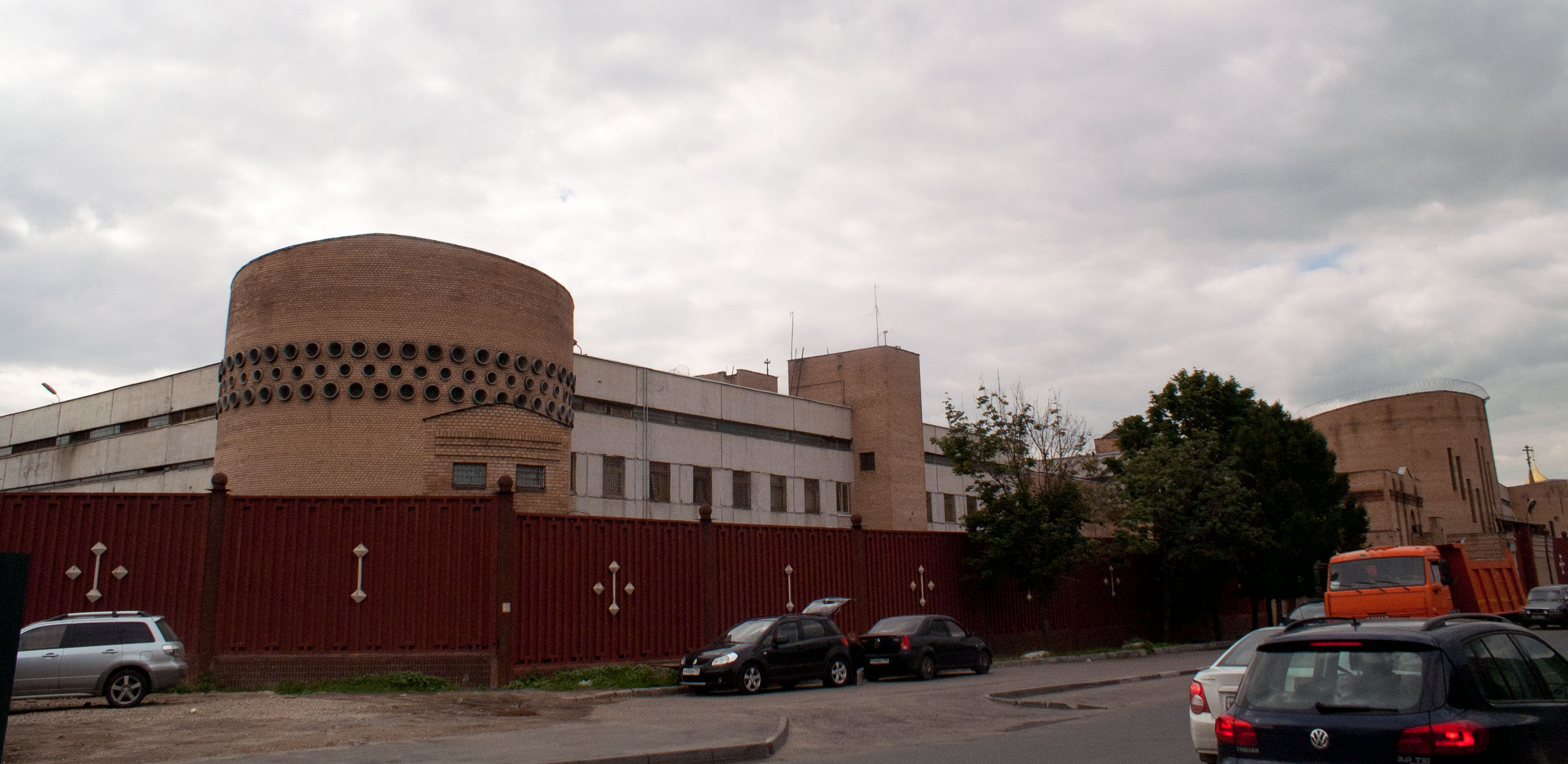
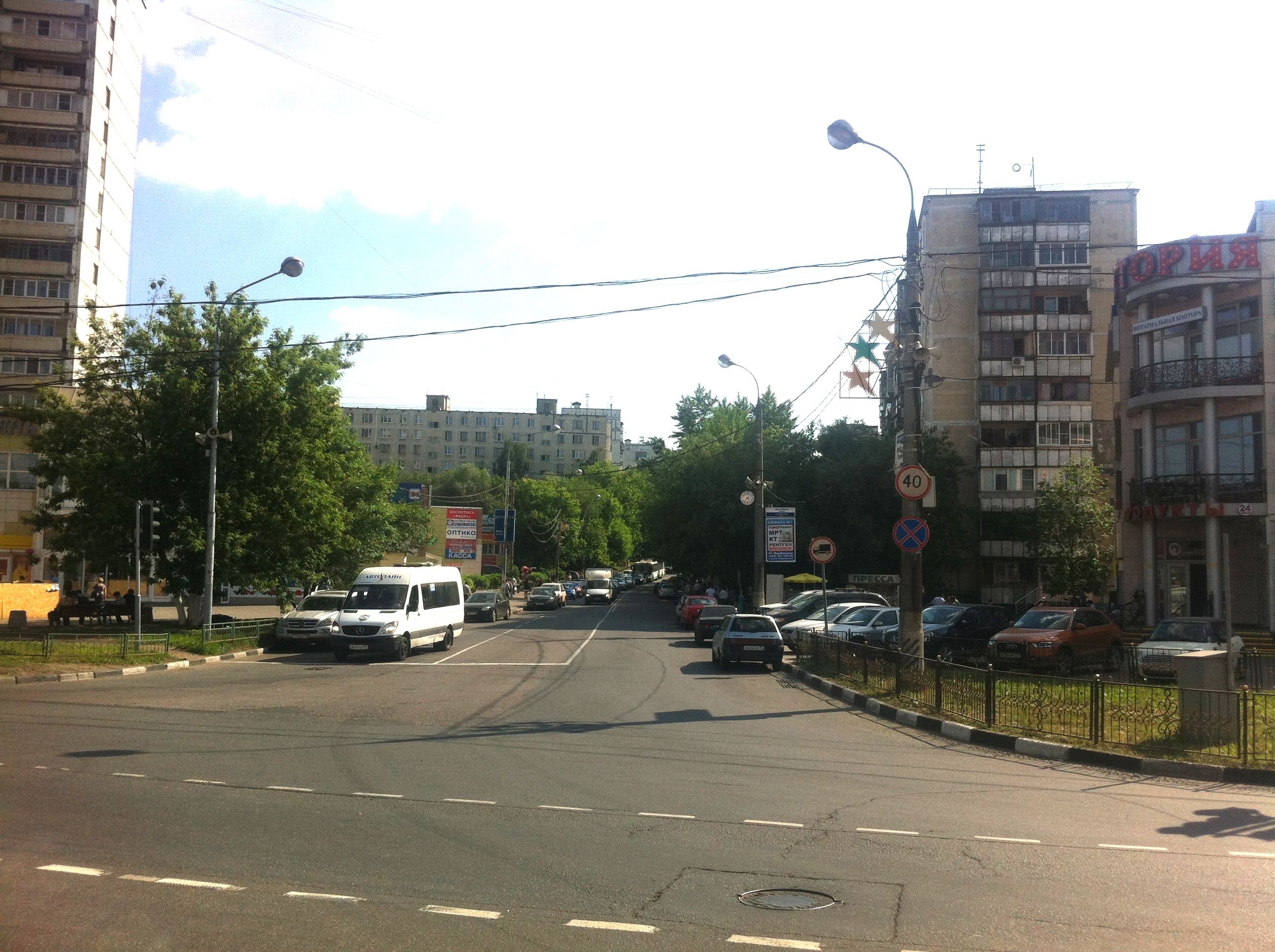
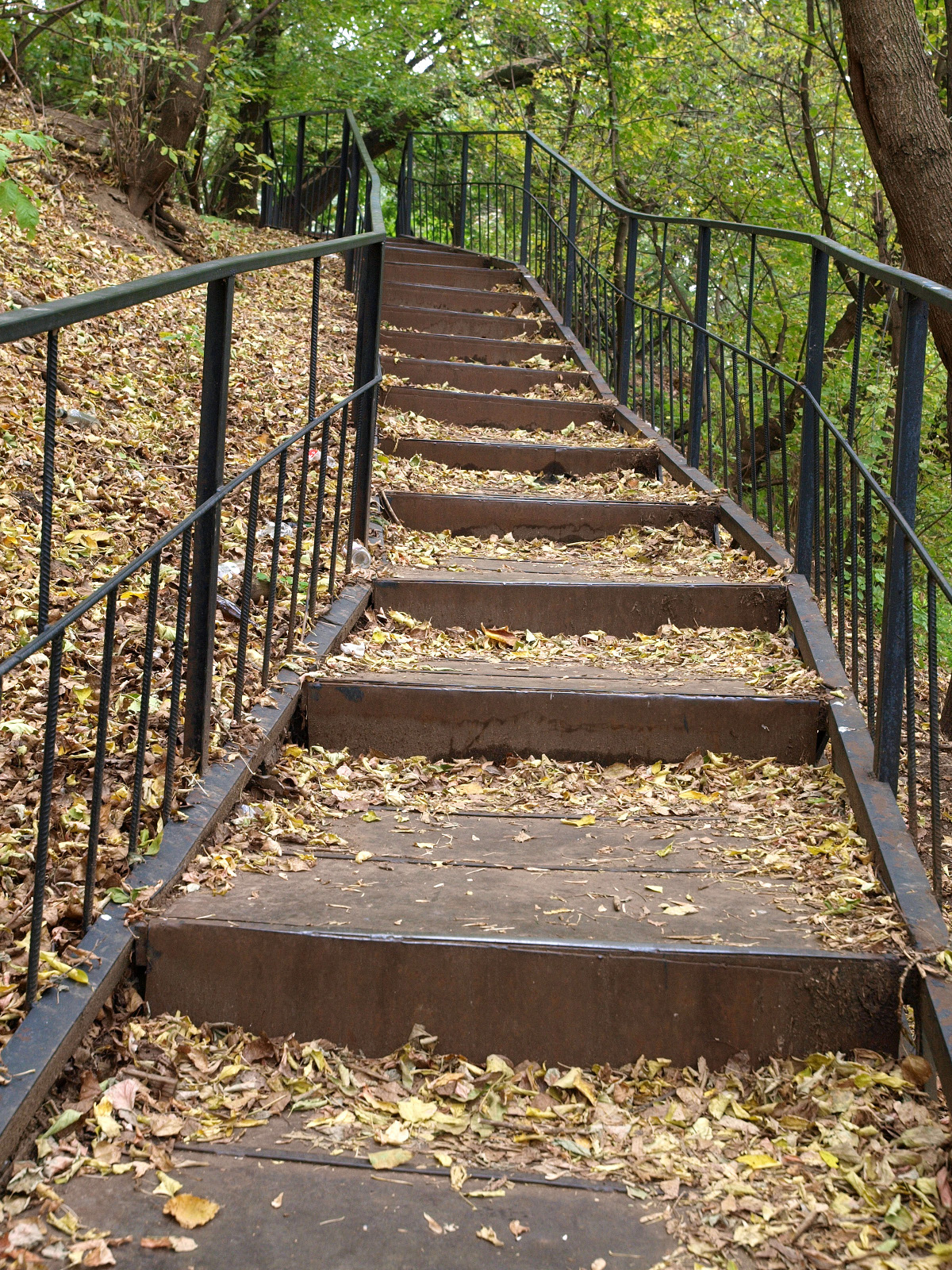

## Перспективы
До конца 2025 года улица войдёт в состав ЮВХ.